# Ледсом, Андреа
Андреа Ледсом (англ. Andrea Leadsom, /ˈlɛdsəm/), урождённая Андреа Жаклин Салмон (англ. Andrea Jacqueline Salmon; род. 13 мая 1963, Эйлсбери) — британский политик, член Консервативной партии, министр бизнеса, энергетики и промышленной стратегии (2019—2020).
Младший министр энергетики (С 11 мая 2015 года по 13 июля 2016), министр по делам окружающей среды, продовольствия и сельского хозяйства в первом кабинете Терезы Мэй (2016—2017), лидер палаты общин и лорд-председатель Совета во втором кабинете Мэй (2017—2019).

## Биография

### Ранние годы
Родилась 13 мая 1963 года, окончила Тонбриджскую грамматическую школу и Уорикский университет.

### Деловая карьера
В 1984—1985 годах работала в канадско-китайской финансовой компании в качестве помощницы в офисе. В 1985—1987 годах — одна из немногих женщин на торговых площадках Сити, занималась в качестве практикантки торговлей металлами в компании E. F. Hutton & Co.. В 1987 году, окончив университет, начала работу в Barclays de Zoete Wedd (инвестиционное подразделение банка Barclays), в 1993 году заняла в Barclays должность директора по связям с финансовыми институтами (она стала самым молодым директором в истории банка). В 1997 году ушла из Barclays и начала вместе с мужем собственный бизнес в сфере недвижимости в компании Bandal Limited (к концу 2015 года фирма имела активы в объёме 1,6 млн фунтов стерлингов). В 1997—1998 годах являлась управляющим директором лондонского хедж-фонда De Putron Fund Management Ltd, с 1999 по 2009 год работала в отделе корпоративного управления в Invesco Perpetual. Критически настроенные аналитики, тем не менее, призывают не преувеличивать опыт Ледсом в области инвестиций, напоминая, в частности, что в штатном расписании Barclays насчитывается около 5000 директоров и 1800 управляющих директоров.

### Политическая карьера
С 2003 по 2007 год состояла в совете Южного Оксфордшира.
В 2005 году Консервативная партия выдвинула кандидатуру Андреа Ледсом на парламентских выборах в избирательном округе Южный Ноусли (графство Мерсисайд), но она не смогла добиться успеха. На выборах 6 мая 2010 года одержала победу в избирательном округе Южный Нортгемптоншир и стала депутатом Палаты общин.
9 апреля 2014 года премьер-министр Дэвид Кэмерон произвёл серию перестановок в своём первом кабинете, назначив Андреа Ледсом экономическим секретарём Казначейства. В этой должности она исполняла функции младшего министра по делам Сити, но пресса выдвигала против неё обвинения в использовании офшорных схем для оптимизации налогов компании своего мужа Bandal, занимающейся скупкой недвижимости для сдачи её в аренду, в которой Ледсом работала сама до назначения на правительственную должность.
В 2015 году вновь победила на выборах в том же округе с результатом 60,1 %. Сильнейший из её соперников, лейбористка Люси Миллз, получила только 16,7 % голосов.
11 мая 2015 года Дэвид Кэмерон назначил Ледсом младшим министром энергетики и борьбы с изменением климата в новом кабинете, сформированном по итогам выборов.

### Референдум 2016 года и борьба за лидерство в Консервативной партии
9 июня 2016 года Ледсом приняла участие в дебатах телекомпании ITV по вопросу референдума о членстве Великобритании в Евросоюзе. Вместе с бывшим мэром Лондона Борисом Джонсоном и Гизелой Стюарт доказывала необходимость выхода в дискуссии с Николой Стёрджен, Анджелой Игл и Эмбер Радд, которые отстаивали позицию в пользу сохранения членства.
Говоря в интервью телеканалу Sky News об исходе референдума, Ледсом охарактеризовала его как «огромную возможность для нашей великой страны» и высказалась в пользу переговоров о свободной торговле со всем миром. Рассуждая о требованиях к будущему лидеру консерваторов и о мнении простых людей по поводу будущего Великобритании, она заявила в том же интервью:

Мой личный взгляд, откровенно говоря, заключается в том, что следующим лидером должен стать тот, кто сумеет осуществить обещания, данные в ходе референдума, потому что они видят огромные возможности и верят в них. Я думаю, очень трудно тому, кто агитировал за то, чтобы остаться, кто думает, что выход приведёт к катастрофе, неожиданно развернуться и начать верить, что мы извлечём из всего этого пользу.
Оригинальный текст (англ.)– My personal view, very genuinely, is the next leader is someone who has to deliver on the promise of the referendum because they can see the huge advantages and they believe in them. I think it's very difficult for somebody who campaigned to stay in, who thinks that there will be disaster if we leave, to suddenly turn it around and start believing we can make a go of it.
— 
30 июня 2016 года объявила о вступлении в борьбу за пост лидера Консервативной партии в связи с назначенной на сентябрь отставкой Кэмерона. Поскольку проведение досрочных парламентских выборов не планировалось, новый лидер партии должен был автоматически занять кресло премьер-министра Великобритании. 7 июля 2016 года финалистами гонки за пост лидера британских консерваторов и премьер-министра страны стали две женщины — министр внутренних дел Тереза Мэй, заручившаяся поддержкой 199 парламентариев, и Андреа Ледсом, набравшая 84 голоса.
11 июля 2016 года объявила о снятии своей кандидатуры, поскольку затяжная кампания по выборам нового лидера консерваторов может негативно сказаться на политической и экономической стабильности государства.

### Работа в правительствах Терезы Мэй
14 июля 2016 года в кабинете Терезы Мэй Ледсом получила портфель министра окружающей среды, продовольствия и сельского хозяйства.
11 июня 2017 года получила портфели лидера Палаты общин и лорда-председателя Совета при формировании второго кабинета Мэй.
22 мая 2019 года из-за разногласий по поводу брексита с премьер-министром Великобритании Терезой Мей Андреа Ледсом подала в отставку с должности лидера палаты общин. В письме на имя Мэй она объяснила своё решение убеждением, что соглашение о выходе из ЕС в том виде, как его подготовила премьер-министр, ставит под вопрос суверенитет Великобритании, а второй референдум на эту тему опасно разделит общество.
13 июня 2019 года в первом туре выборов нового лидера консерваторов после объявления Мэй об отставке получила только 11 голосов парламентариев и выбыла из дальнейшей борьбы.

### В правительствах Джонсона
24 июля 2019 года назначена министром бизнеса, энергетики и промышленной стратегии при формировании правительства Бориса Джонсона.
13 февраля 2020 года исключена из второго кабинета Джонсона в ходе серии кадровых перестановок.

## Личная жизнь
Дочь Ричарда и Джуди Салмонов. В 1993 году Андреа Салмон вышла замуж за Бена Ледсома. Бен Ледсом занимается бизнесом в сфере недвижимости, сестра Андреа — Хэйли — замужем за банкиром Питером де Патроном, который за период после избрания Андреа в Палату общин пожертвовал в фонд Консервативной партии около 800 тыс. фунтов стерлингов, а также потратил ещё около 1 миллиона на финансирование проводимых партией кампаний и аналитических центров правого политического направления.
Андреа Ледсом — мать двоих сыновей и дочери. В период борьбы за лидерство в Консервативной партии она дала интервью газете The Times, в котором сказала: материнство «означает, что вы сделали весьма серьёзную ставку на будущее нашей страны» (means you have a very real stake in the future of our country). Это заявление вызвало волну возмущения, поскольку было воспринято как выпад против бездетной Терезы Мэй, но Ледсом категорически отвергла такую трактовку упомянутой фразы.